# Mihai Ciucă
Mihai Ciucă (n. 18 august 1883, orașul Săveni, județul Botoșani – d. 20 februarie 1969, București) a fost un om de știință român, cercetător și profesor în domeniul bacteriologiei, a bolilor infecțioase și a vaccinurilor, membru al Academiei Române.

## Biografie
Fiu al unor institutori din Săveni, județul Botoșani, Mihai Ciucă a urmat liceul la Botoșani și Iași (Liceul Costache Negruzzi din Iași), apoi Facultatea de Medicină la București absolvită în 1907. Specializarea în domeniul bacteriologiei, igienei și bolilor infecțioase a făcut-o în cadrul institutelor conduse de Victor Babeș și Ioan Cantacuzino din București.
Din 1905 lucrează benevol în Laboratorul de Medicină Experimentală. Perioada 1907 – 1912 o petrece lucrând ca preparator în același laborator și ca medic la Spitalul Militar. Începe să facă diverse experimente singur sau în colaborare cu diverși cercetători în imunologie sau clinica bolilor infecțioase, cu referire în special la infecțiile streptococice și tetanice. Mihai Ciucă este numit șef de secție în Institutul „Dr. I. Cantacuzino”, în anul 1921, după ce se întoarce de la studii realizate în Franța la „Institutul Pasteur Paris” și la Bruxelles, la „Institutul Pasteur Bruxelles”.
Profesorul Ion Cantacuzino îl recomandă în 1922 pentru a fi profesor de igienă la Facultatea de Medicină din Iași, unde va sta timp de 12 ani. Ciucă participă împreună cu profesorul Ion Cantacuzino la luarea și aplicare măsurilor de combatere a holerei.
În perioada 1934-1962 a fost profesor de bacteriologie la Facultatea de Medicină din București, și numit subdirector al Institutului „Dr. I. Cantacuzino”, desfășurând, în paralel, o intensă activitate la Institutul de Seruri și Vaccinuri.
Din 1938 este membru al Academiei Române, al multor academii și societăți științifice străine, secretar general al Comisiei Internaționale de Malarie de pe lângă Liga Națiunilor (1928 - 1938).
Perioada 1952 – 1963 o petrece la cârma catedrei de specializare și perfecționare a medicilor microbiologi (a alcătuit primele planuri, programe, metodologii și cursuri). Aportul științific al lui Mihai Ciucă acoperă o arie foarte vastă. Astfel, pornind de la studiile sale asupra malariei, a fost un pionier al tratamentului prin infectarea malarică al paraliziei generale progresive.
Printre „dușmanii” săi s-au numărat tifosul exantematic, difteria, scarlatina, tuberculoza, diferite boli tropicale la a căror cunoaștere și combatere a participat hotărâtor.

## Realizări științifice și medicale
Numele profesorului Mihai Ciucă este legat de:
- primele vaccinări cu vaccin antiholeric;
- eradicarea malariei în România și utilizarea acestei experiențe pentru misiunile internaționale îndeplinite din însărcinarea Ligii Națiunilor și, după al Doilea Război Mondial, a Organizației Mondiale a Sănătății de pe lângă ONU. Pentru toate aceste realizări a fost distins cu premiul Fundației Darling la ședința festivă a celei de a 19-a Adunări Mondiale a OMS din 12 mai 1966 la Geneva[3]
- tratamentul prin impaludare al sifilisului nervos și organizarea primului centru de malarioterapie;
- cercetări privind biologia bacteriofagilor care au dus la descoperirea, în 1920 împreună cu Jules Bordet, a fenomenului de lizogenie;
- organizarea Centrului Național de Referință pentru bacteriofagi la București.

A participat, în 1919, la Conferința de Pace de la Paris unde a susținut idealul Marii Uniri.

## Decorații
Profesorul Ciucă a participat la campaniile din al Doilea Război Balcanic (1913) și Primul Război Mondial (1916-1918) și a fost avansat până la gradul de colonel de rezervă. A fost decorat cu următoarele ordine și medalii române, franceze și bulgare:
- Ordinul Coroana României cu spade în grad de ofițer;
- Ordinul Steaua României în grad de ofițer;
- Ordinul Virtutea Militară;
- Ordinul Meritul Sanitar;
- Medalia pentru bărbăție și credință;
- Legiunea de onoare (Franța);
- Croix de guerre (Franța);
- Ordinul Meritul civil⁠(it)[traduceți] (Bulgaria).
- Semnul Onorific „Răsplata Muncii pentru 25 ani în Serviciul Statului” (13 octombrie 1941)[5]
- Medalia „A cincea aniversare a Republicii Populare Române” (24 decembrie 1952) „pentru lupta și munca duse în vederea făuririi, consolidării și prosperării Republicii Populare Române”[6]
- titlul de „Medic Emerit al Republicii Populare Romîne” (5 august 1954) „pentru merite excepționale și realizări deosebite în domeniul ocrotirii sănătății oamenilor muncii”[7]
- titlul de „Om de Știință Emerit al Republicii Populare Romîne” (5 noiembrie 1962) „pentru activitatea îndelungată, contribuție în dezvoltarea științei și merite deosebite în dezvoltarea învățămîntului superior”[8]
- Ordinul „Steaua Republicii Populare Romîne” clasa I (9 octombrie 1963) „pentru merite deosebite în activitatea didactică, științifică și participare activă la acțiunile întreprinse pentru sănătatea publică, cu prilejul împlinirii a 80 de ani de la naștere”[9]
- Ordinul „Meritul Științific” clasa I (26 septembrie 1966) „pentru merite deosebite în activitatea științifică, cu prilejul Centenarului Academiei Republicii Socialiste România”[10]

## In memoriam
- Mihai Sefer - Bacteriofagii. Volum omagial „Mihai Ciucă - 120 de ani”. Editura Cartea Universitară, București, 2003, ISBN 973-86231-3-8
- Liceului Teoretic „Mihai Ciucă” din Săveni